# Еріх Шедлер
Еріх Шедлер (англ. Erich Schaedler, нар. 6 серпня 1949, Біггар — пом. 24 грудня 1985, Кардронський ліс) — шотландський футболіст, що грав на позиції захисника.
Виступав, зокрема, за «Гіберніан», а також національну збірну Шотландії, у складі якою був учасником чемпіонату світу 1974 року.

## Клубна кар'єра
Був сином німецького військовополоненого. У дорослому футболі дебютував 1968 року виступами за команду «Стерлінг Альбіон», в якій взяв участь у 19 матчах чемпіонату.
Своєю грою за цю команду привернув увагу представників тренерського штабу клубу «Гіберніан», до складу якого приєднався на початку 1970 року. Відіграв за команду з Единбурга наступні сім сезонів своєї ігрової кар'єри. Більшість часу, проведеного у складі «Гіберніана», був основним гравцем захисту команди. З клубом він виграв Кубок шотландської ліги в 1973 році (через два роки він грав у фіналі) і вийшов у фінал Кубка Шотландії в 1972 р
Протягом 1978—1981 років захищав кольори команди клубу «Данді».
1981 року повернувся до клубу «Гіберніан». Цього разу провів у складі його команди чотири сезони. Граючи у складі «Гіберніана» також здебільшого виходив на поле в основному складі команди.
Влітку 1985 року Шедлер перейшов у клуб другого шотландського дивізіону «Дамбартон», де і виступав аж до моменту свого самогубства на Святий Вечір 24 грудня 1985 року у Кардронському лісі. Причиною смерті був постріл в голову.

## Виступи за збірну
27 березня 1974 року зіграв свій перший і єдиний матч у складі національної збірної Шотландії в товариській грі проти збірної ФРН (1:2)
Влітку того ж року у складі збірної був учасником чемпіонату світу 1974 року у ФРН, проте на поле не виходив.

## Досягнення
- Чемпіонат Шотландії
  - Срібний призер (2): 1974, 1975

- Кубок Шотландії
  - Фіналіст (1): 1972

- Кубок Ліги
  - Володар кубка (1): 1972
  - Фіналіст (1): 1974